# Chézy
Chézy ist eine französische Gemeinde mit 214 Einwohnern (Stand: 1. Januar 2022) im Département Allier in der Region Auvergne-Rhône-Alpes. Sie gehört zum Arrondissement Moulins und zum Kanton Dompierre-sur-Besbre.

## Lage
Die Gemeinde Chézy liegt an der Grenze zum Département Nièvre, zwölf Kilometer ostnordöstlich von Moulins am Fluss Ozon in der Landschaft Sologne Bourbonnaise. Nachbargemeinden von Chézy sind Gennetines im Westen und Norden, Lucenay-lès-Aix im Norden und Nordosten, La Chapelle-aux-Chasses im Nordosten, Chevagnes im Osten, Lusigny im Süden sowie Yzeure im Südwesten und Westen. 

## Bevölkerungsentwicklung
| Jahr                       | 1962 | 1968 | 1975 | 1982 | 1990 | 1999 | 2006 | 2012 | 2022 |
| Einwohner                  | 305  | 305  | 245  | 203  | 244  | 218  | 208  | 210  | 214  |
| Quellen: Cassini und INSEE |      |      |      |      |      |      |      |      |      |

## Sehenswürdigkeiten
- Schloss Les Louteaux
- Wasserturm

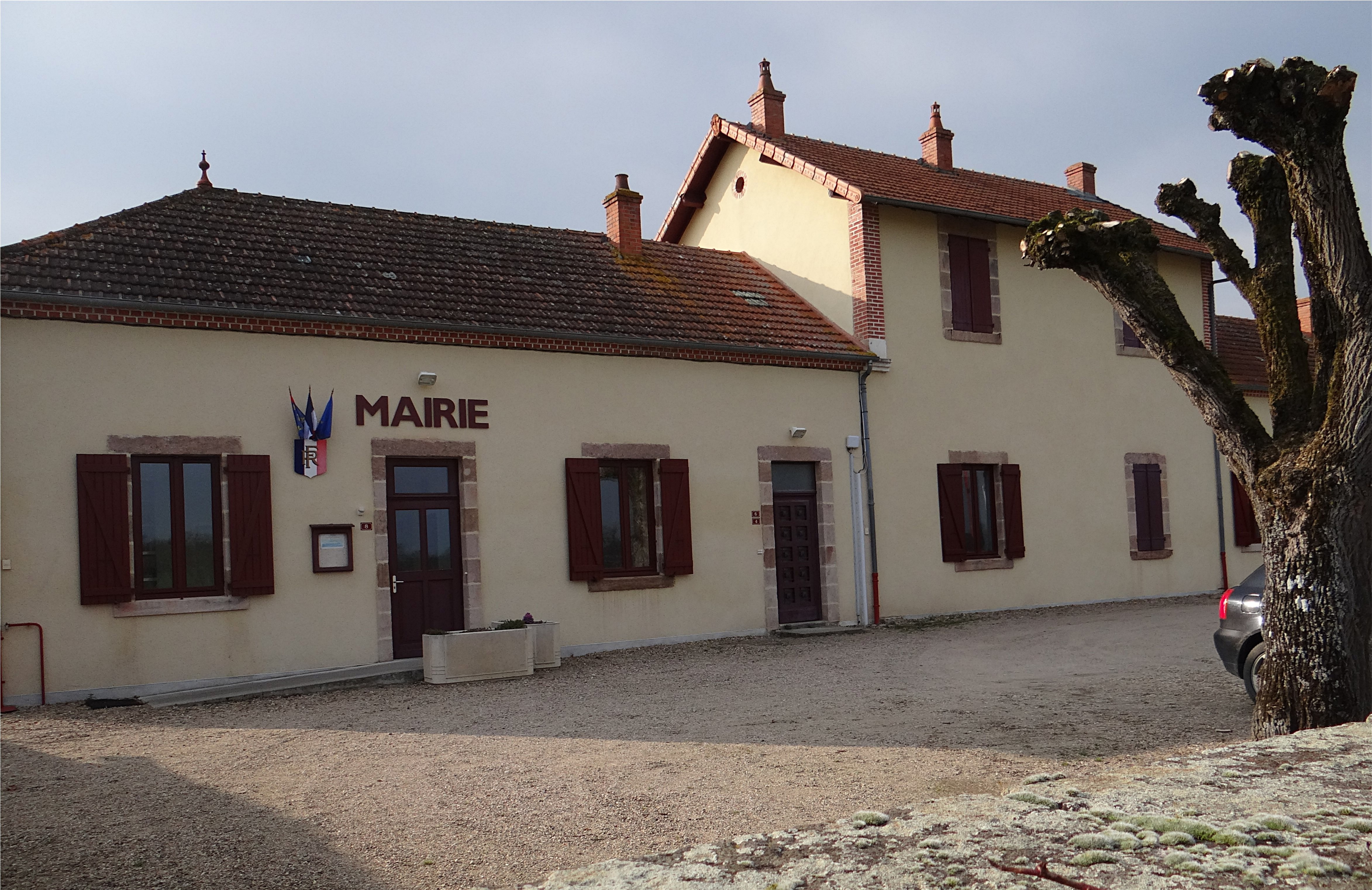
Mairie
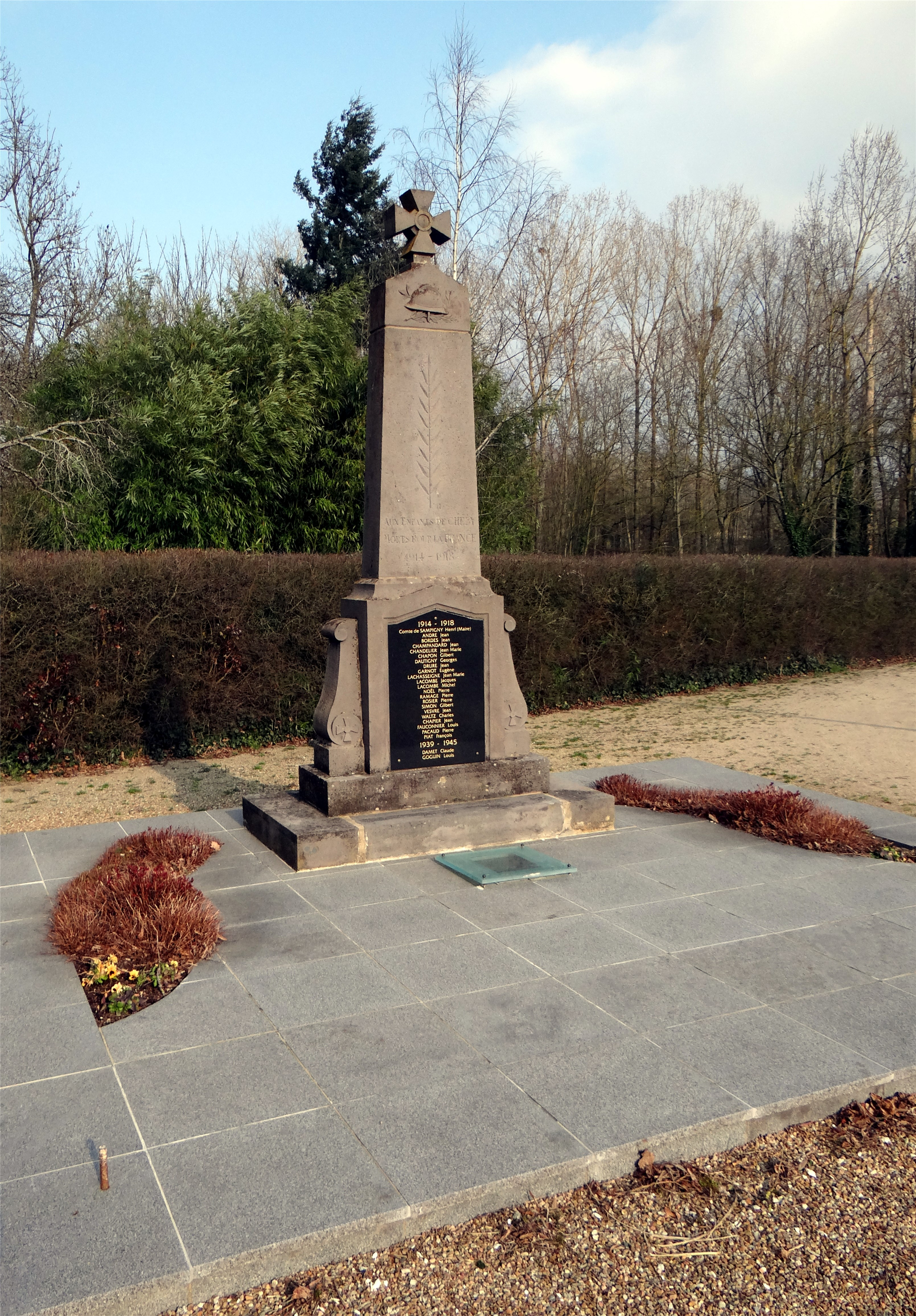
Gefallenendenkmal